# Jesse Spencer
Jesse Gordon Spencer (født 12. februar 1979) er en australsk skuespiller og musiker. Han er bedst kendt for sin rolle som Dr. Robert Chase i drama serien House M.D. (2004–2012) og for at spille Billy Kennedy i den australske soap opera Neighbours (1994–2000, 2005, 2022).

## Biografi

### Tidlige liv
Jesse Spencer blev født i Melbourne, Australien. Han har to storebrødre, Tarney Spencer (øjenlæge) og Luke Spencer (ortopædkirurg), samt en lillesøster Polly Spencer (anæstesilæge). Hans forældre Robyn og Rodney Spencer stiftede det politiske parti Australians Against Further Immigration, og har stillet op som kandidater ved valg for dette parti og for One Nation.
Spencer gik på Canterbury Primary School, Malvern Central School og Scotch College, hvor han blev student fra i 1997.

## Karriere
Som skuespiller er Spencer godt kendt i Australien og UK som Billy Kennedy i den australske soap opera Neighbours, en rolle han spillede i seks år fra 1994 til 2000. Han har siden været med i dramaet Death in Holy Orders. Han er også med i filmene: Winning London, Uptown Girls og Swimming Upstream.
Siden 2004 har han haft base i USA, hvor han bl.a. spillede rollen som Dr. Robert Chase i House, med Hugh Laurie i titelrollen. Han spillede sammen med sin eks-forlovede Jennifer Morrison i House og i filmen Flourish. 

### Musik
Fra 2008 har han spillet violin i "Band From TV", en musik gruppe som blev startet af Greg Grunberg, hvor Hugh Laurie fra House også er med. De spiller til forskellige events, hvor indkomsten går til de forskellige velgørenhedsprojekter de forskellige medlemmer støtter. Bandet spillede også til American Idol Gives Back, sammen med Desperate Housewives stjernen Teri Hatcher
Spencer har spillet violin siden han var 10, og spiller også både klaver og guitar.

## Personlige liv
Spencer var forlovet med Jennifer Morrison der også er kendt fra tv-serien House, men dette blev dog brudt i august 2007.